# Обходные обряды славян

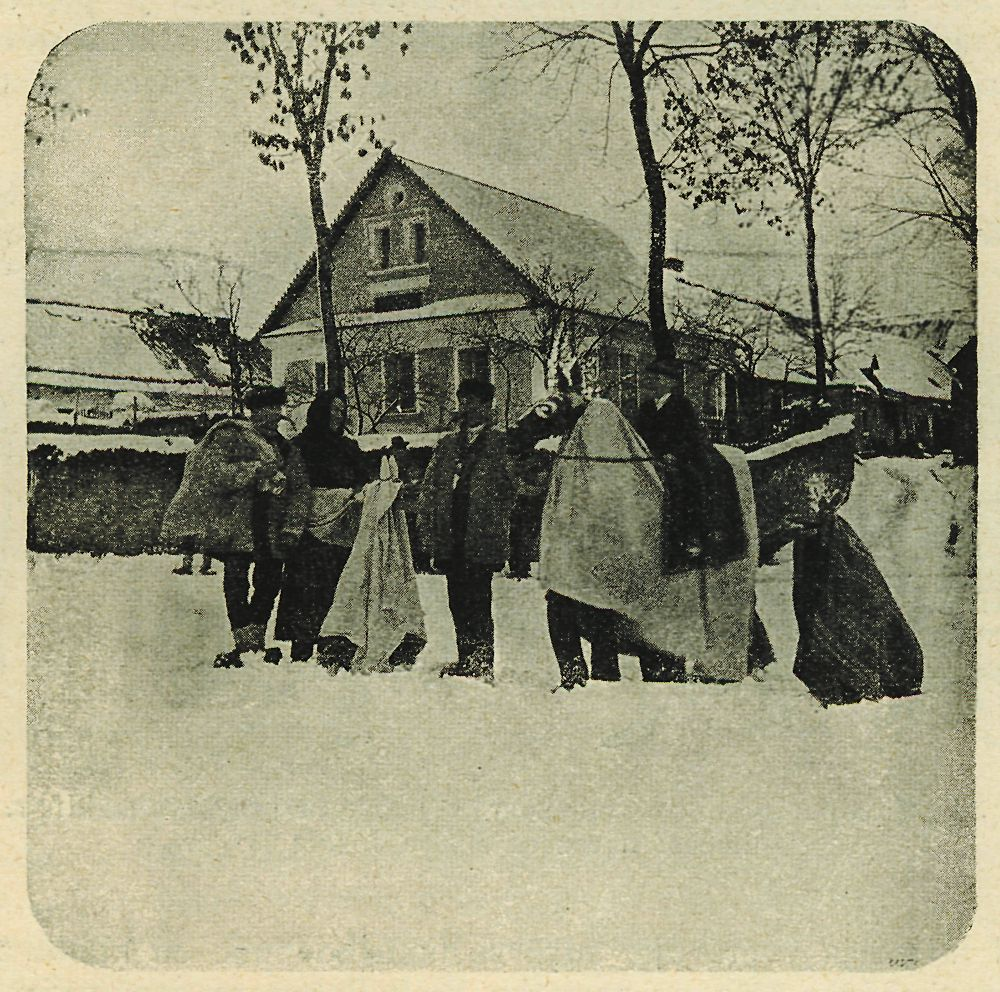
Обходной обряд после Рождества в Чехии. 1900-е годы.

Обходные обряды славян — ритуальное хождение по домам с поздравлениями и благопожеланиями и другими магическими целями, обязательным элементом которого является одаривание (или угощение) хозяевами исполнителей обряда. Такой визит призван обеспечить каждой семье благополучие на весь год.

## Описание
При весьма устойчивой общей структуре обходные обряды славян представлены множеством конкретных форм и вариантов, различающихся по времени исполнения ритуала, по составу участников, производимым ими действиям, по целям визита и ряду других характеристик.
В рамках традиционного календаря большая часть обходных обрядов приходится на зимние праздники. У славян-католиков посещать дома начинали ещё в предрождественский период. В дни адвента по домам ходили ряженые «андреи», «николаи», «варвары», «люции»; иногда их сопровождали и другие маски (см. день Андрея Первозванного 30 ноября (13 декабря), день святой Варвара, день святой Люсии, Никола зимний). Для православной традиции предрождественские обходы менее характерны, однако у южных славян и в карпатской зоне широко известны утренние визиты полазников в дни св. Варвары 4 (17) декабря, св. Николая 6 (19) декабря, св. Анны 9 (22) декабря и особенно часто — в Игнатов день 20 декабря (2 января).